# Kostel svatého Josefa (Slezská Ostrava)
Kostel svatého Josefa , jehož patrony jsou sv. Josef a Panna Maria Karmelská, stojí na kopci jihovýchodně od někdejší osady Polská Ostrava, u bývalé říšské silnice z Ostravy přes Těrlicko do Těšína, a zaujímá nejkrásnější místo v obci. Dnes je tento kostel na katastru a v městském obvodě Slezská Ostrava.
Jedná se o pozdně barokní stavbu ovlivněnou klasicismem. Na hlavním oltáři se nachází dřevěný obraz Panny Marie s Jezulátkem. V roce 1913 musel být kostel uzavřen, neboť v důsledku poddolování klesl o 8 metrů. V letech 1913–1928 bylo provedeno jeho zpevnění pomocí železobetonového věnce, železné kostry a lan. Nově postavená věž byla rovněž ze železa, avšak kvůli vzhledu byla obezděna dutými cihlami. Věřícím byl kostel vrácen k užívání v roce 1929. Použitá technologie záchrany činí z kostela technickou zvláštnost. 

## Historie

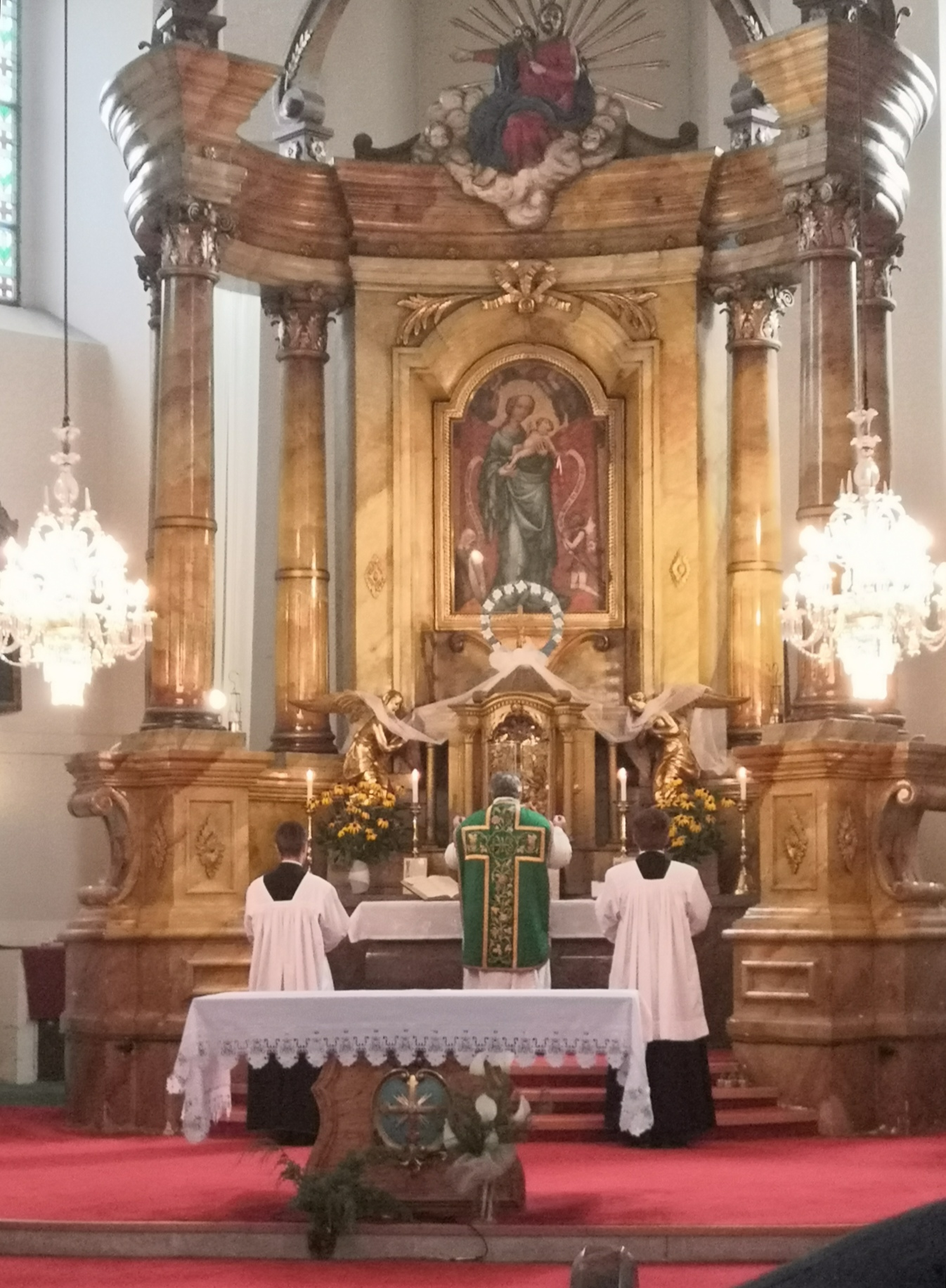
Tridentská Mše v kostele.

Původní kostel sv. Jiří v Polské Ostravě již nedostačoval svou velikostí potřebám církevní obce, proto bylo rozhodnuto o výstavbě nového kostela. Dne 9. května 1780 došlo k zahájení výstavby na pozemku, který náležel k faře kostela svatého Jiří v Polské Ostravě.
Nový kostel byl postaven v době, kdy byl papežem Pius VI. a císařem Josef II. Patronem chrámu byl hrabě František Josef Wilczek z Dobré Zemice a z Hlučína. Výstavbu dozorovali: kněz a vratislavský biskup hrabě Filip Gotthard Schaffgotsch, vratislavský kanovník a v tom čase frýdecký arcikněz hrabě Pražma z Bílkova, hejtman v Těšínském knížectví baron Ota Skrbenský z Hříště, farář Vácslav Josef Rubín, panští úředníci: Jan Gabriel Ulrich, ředitel panských statků Polské Ostravy a Klimkovic, Petr Vašek, hospodářský správce; František Rýpl, účetní a kvestor, František Sakmara, soudce.
Na stavbu kostela přispívaly kromě obcí, které byly přifařeny k Polské Ostravě, také obce Petřvald, Hrabová, Přívoz, Zábřeh, Vítkovice a Vrbice. Chrám byl dostavěn v roce 1783 a v „první neděli v měsíci září", tedy 9. září 1783 byl farářem Janem Rolným za velké účasti hostů slavnostně vysvěcen.
Starý kostel byl přestavěn na školu o dvou třídách. Pod střechou byla zřízena sýpka na obilí pro poddané v Polské Ostravě.

### Faráři
V letech 1783–1811 byl farářem Jan Rolný z Klimkovic. Do obvodu farnosti patřila také obec Ratimov. V roce 1784 byla od farnosti oddělena a z nařízení císaře dostala vlastní faru.
Od roku 1812 zde byl Filip Jakubek, který byl dříve farářem v Rychvaldu. Filip Jakubek byl po neurčenou dobu administrátorem arcibiskupství. V závěti z 10. ledna 1813 nechal zapsat, že po jeho smrti dostanou chudí žáci příspěvek na obuv ve výši 50 zlatých a místní chudí na obživu 50 zlatých. Zemřel 30. března 1814.
V roce 1814 nastoupil na faru farář Josef František Slezák z Moravan, který byl předtím kooperátorem v Klimkovicích. Vedl spor o louku u vratimovského kostela (Kostel sv. Jana Křtitele), a o plat ve výši 3 zlatých měsíčně. Po čtyřech letech byla tato pře v jeho neprospěch ukončena.
Dne 15. července 1849 byl pro vysoké stáří poslán do penze farář Jan Josef Slezák, dostal výsluhu ve výši 400 zl. stříbra. Pobýval v Ostravě, v roce 1853 se spolu s farářem z Moravské Ostravy, baronem Henigrem vydal do Kroměříže a tam byl až do roku 1858. Poté se na tři měsíce vrátil do Moravské Ostravy, odkud odjel ke svému bratrovi, faráři a děkanovi Františkovi Slezákovi do Duban. V Dubanech oslepl. Zemřel 14. května 1861.
V roce 1849 nastoupil farář a arcikněz Eduard Jakob, který zemřel 2. června 1872 v Karlových Varech, kde byl pochován.
Dne 22. prosince 1872 byl farářem jmenován páter Jan Bitta, emeritní profesor na c. k. gymnáziu v Těšíně, kde studovala šlechta. Byl také profesorem náboženství a představeným konviktu tohoto gymnázia.

### Události

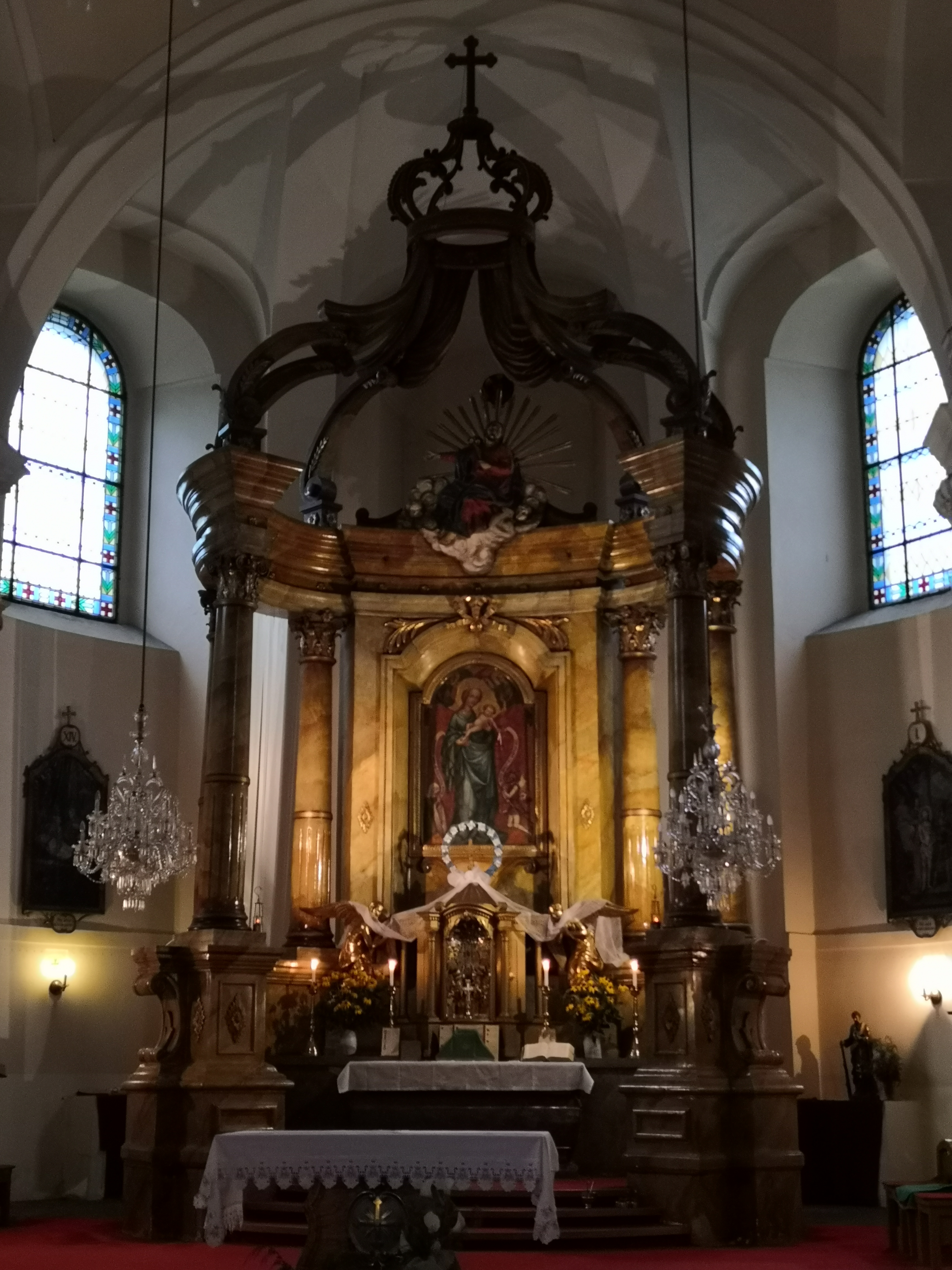
Interiér kostela.

- 1828: Byla zakoupena byla nová kazatelna a křtitelnice za 40 zl. stříbra.
- 1830: Byl koupen baldachýn za 110 zl. stříbra.
- 1831: Byly pořízeny červené korouhve se zlatými střapci za 110 zl. stříbra.
- 1832. Byla koupena měděná pozlacená monstrance za 180 zl. stříbra.
- 1833: Byl postaven velký oltář a kazatelna za 600 zl. stříbra.
- 1845: Dne 22. června ve 23 hodin udeřil do věže blesk a vzniklý požár ji zcela zničil, vč. zvonů.
- 1851: Byl objednán nový bílý pluviál za 90 zl. stříbra a byl obnoven hlavní oltář za 20 zl. stříbra z darů farníků.
- 1852: Byl zřízen Boží hrob, který vyhotovil stolař Kliber z Moravské Ostravy za 50 zl. stříbra z darů farníků.
- 1853: Byl zakoupen nový stříbrný kalich za 120 zlatých, na to přispěl kostel 60 zlatými a farníci 60 zlatými.
- 1854: Jistá Marie Kolovratová objednala nový koberec za 36 zlatých.
- 1855: Jistý J. Přihnal, úředník v podniku Salmových[5], daroval kostelu bílé mešní roucho s křížem za 46 zlatých. Farníci se složili na 100 zlatých, aby mohl být pozlacen mešní kalich, a znovu namalováno 14 obrazů křížové cesty od Ignáce Jana Bergera (8. červenec 1822, Nový Jičín – 29. červen 1901, Vídeň, Rakousko-Uhersko).
- 1856: Byl koupen baldachýn a oltář sv. Barbory za 100 zlatých. Oltář byl instalován a posvěcen 4. prosince. Na krytí výloh kostela daroval jistý p. Zvěřina 160 zlatých a polskoostravský farník František Neuman 50 zlatých. Rolník Vácslav Havránek z Malých Kunčic daroval 10 zlatých na mešní roucho. Byla zakoupena nová patena. Za 60 zlatých z darů farníků bylo pořízeno červené velum, které krajkami ozdobily jeptišky z Opavy.
- 1857: Bylo pořízeno červené antipendium pro velký oltář. Členové sv. růžence darovali červené prapory v hodnotě 100 zlatých. Manželé Antonín a Beata Kašperlíkovi z Moravské Ostravy darovali za prapory fialové barvy v hodnotě 56 zlatých. Za 20 zlatých byl obnoven a pozlacen kalich, který měl prasklé dno. Ten objednal v roce 1759 farář J. A. Šalša.
- 1858: Pracovníci dolů hraběte Wilczka darovali kostelu zelené prapory v hodnotě 100 zlatých. Pracovníci z ostatních závodů hraběte Wilczka věnovali hudební nástroje v hodnotě 120 zlatých.
- 1859: Od dobrodinců bylo vybráno 90 zlatých na nové ciborium a 230 zlatých na šest svícnů z čínského stříbra.
- 1859–1860: Byla provedena stavba nové věže, místo té, která v roce 1845 shořela. Plány bezplatně vypracoval stavitel Josef Ryška z Vídně. Hrabě Wilczek, jako patron kostela, který byl v roce 1858 prohlášen za plnoletého, přislíbil, že i nadále bude kostel podporovat. Stavbu věže kostela provedl po tesařské stránce tesařský mistr Tvrdý z Velké Polomi, stavebně pak Vácslav Knauer z Hrušova. Dovoz materiálu a pomocné práce vykonávali dobrovolně farníci z Polské Ostravy. Věž klempířsky dokončil klempířský mistr Leopold Jakob z Místku. Na báň a kříž, které byly pozlaceny, věnoval 500 zlatých r. č. Heřman Zvěřina. Báň a kříž byly vyrobeny u firmy Brix a Anders, ve Vídni. Kříž byl vysoký 5 stop, široký 3 stopy a měl plochu 4 palců. Báň měla v průměru 2 střevíce.
- 1860: Dne 17. června, na sv. Víta, byl osazena báň a kříž. Náklady na výrobu a osazení byly 6 432 zlatých a 88 krejcarů r. č.. Dle záznamů farní knihy této události přihlíželo až 8000 osob.
- 1864: Byla pokryta střecha dřevěným šindelem. Práce provedl tesařský mistr Josef Kubla z Moravské Ostravy za 580 zlatých r. č..
- 1865: Dne 5. července byl na návštěvě v Polské Ostravě kníže a vratislavský biskup Jindřich Förster. Zdržel se 9 dní.
- 1866: Dne 22. října arcikněz P. Eduard Jakob vysvětil michálkovickou kapli[6], která byla v témže roce postavena na pozemku rolníka Jarolíma.
- 1873: Za 600 zlatých byly koupeny kostelní paramenty a ornát.
- 1876: Byla provedena celková oprava kostela, jak interiéru, tak i exteriéru. V kostele byla položena nová dlažba, skříně a kostelní stolice byly nově natřeny a nalakovány. Celkově bylo vydáno 800 zlatých r. č.
- 1877: Byla zakoupena mramorová křtitelnice za 130 zlatých. Byla dokončena křížová cesta (14 obrazů). Došlo k okrášlení hlavního oltáře. Bylo zakoupeno čtrnáct nástěnných svícnů.
- 1878: Byla koupena monstrance za 740 zlatých a antipendium za 120 zlatých. Jistý Karel Veber daroval kostelu obraz panny Marie, který si přivezl z Mexika. Jistá paní Zvěřinová z Opavy darovala kostelu skleněný lustr.

### Varhany
Varhany byly do kostela přemístěny z bývalého kostela sv. Jiří, kde byly instalovány v roce 1750. Tyto varhany zhotovil a postavil Josef Stieber, mlynář v Jistebníku.
- 1783: Byly přeneseny varhany z kostela sv. Jiří.
- 1825: Byly zakoupeny a postaveny nové varhany za 440 zl. Tyto varhany zhotovil Michael Oranský, měšťan z Olomouce. Na varhany přispěli: 64 zlatých patron kostela hrabě Wilczek, 80 zlatých panství Radvanické, 50 zlatých baron Trach z Březí, 50 zlatých ředitel Antonín Svídrnoch, 20 zlatých správce Jan Mácha, 20 zlatých Kvestor Ludvík Luzar, 20 zlatých správce dolů Antonín John, 26 zlatých lidé z Polské Ostravy, 90 zlatých přifařené obce.

- 1838: Byla provedena oprava, ředitelem kůru byl František Žurovec z Brušperku.

### Zvony
Kostel měl čtyři zvony. Požár z roku 1845 zničil nové i původní zvony z kostela sv. Jiří. V roce 1845 byly odlity dva nové zvony. V roce 1853 byl koupen třetí a v roce 1877 čtvrtý zvon.

### Hřbitov
Hřbitov se v Polské Ostravě nacházel již ve 12. století, sloužil k pohřbívání zemřelých z hradiště Borek a patřil mezi nejposvátnější místa Ostravy. Od prvopočátku byl nejspíš zasvěcen sv. Jiří. Později se stal součásti kostela stejného jména. K pohřbíváni sloužil do roku 1823, kdy bylo 14. června farářem Janem Josefem Slezákem vysvěceno nové místo kolem kostela sv. Josefa. Dne 1. září 1823 byl zde postaven kříž. V roce 1849 byl církevním administrátorem Petrem Hiklem, za podpory hraběte Wilczka, rozšířen o 700 sáhů a oplocen.
Za odstoupení pozemku fara nedostala žádnou náhradu. Tehdejší farář Eduard Jakob se zasadil o to, že dekretem frýdeckého c. k. hejtmanství ze dne 13. února 1851, č. 908/96, bylo ustanoveno, že fara dostane adekvátní náhradu. Rozšířený hřbitov byl na pokyn vikariátu v Bílsku ze dne 25. února 1850 ještě toho roku vysvěcen. Svěcení provedl farář Eduard Jakob.
V roce 1866, kdy i Ostravu zasáhla epidemie cholery, bylo znovu naplánováno rozšíření hřbitova, ale to se neuskutečnilo. Teprve po dalších vlnách epidemie cholery v letech 1871 a 1872 byl v roce 1873 hřbitov rozšířen. Nová část hřbitova byla vysvěcena farářem Janem Bittem. V 19. století to byl největší hřbitov ve Slezsku.

### Farní budova
Fara byla v Polské Ostravě již okolo první poloviny 16. století. Zápisy Jana Sedlnického z Choltic, který v roce 1555 nechal znovu vystavět kostel, již hovoří o tomto kostele jako o „farním chrámu Páně". Faráři jsou ve farních knihách zaznamenáni až od 17. století.
Na plánu Polské Ostravy z roku 1672 bylo vidět malé, nízké stavení. Před farou byla zahrádka na květiny a čtyři ovocné stromy. Do fary se vcházelo přes tuto zahrádkou. Ve faře byly tři malé pokoje, kuchyně a čeledník. Okna byla velmi malá. Na nákresu byla vidět velká vrata, která mohla vést na farský dvůr. Za farou byl dvůr, přes který vedla obecní cesta. Severovýchodně od budovy byly chlévy a stodola.
Zápis ve farní knize z roku 1672 podává informaci, že tou dobou byla fara zpustošená, zahrada bez stromů, neosetá pole.

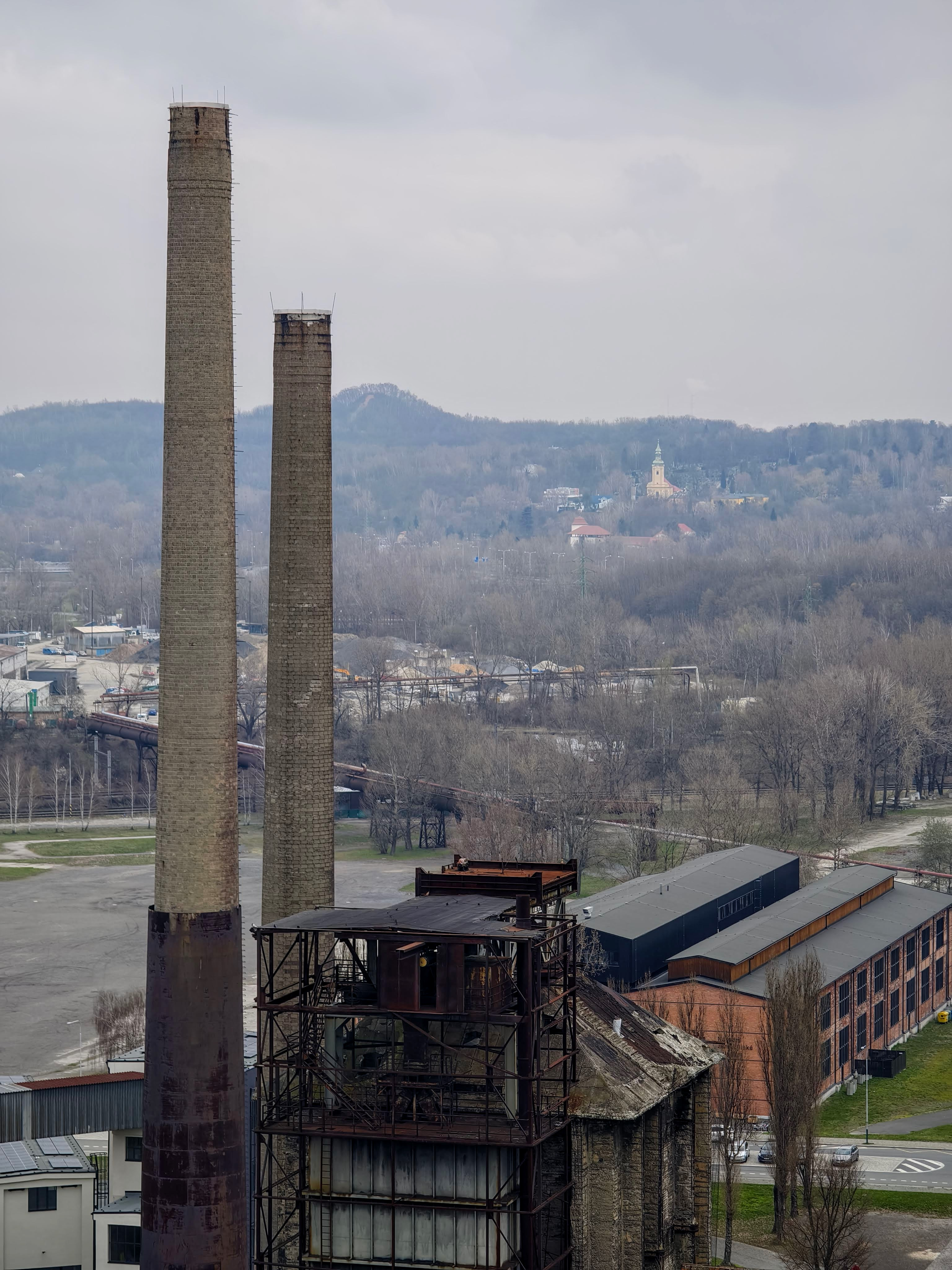
Pohled na kostel z Bolt Tower.

V roce 1783 byla postavena nová fara, kterou financoval hrabě Wilczek. Mezi lety 1827 a 1828 byla farní budova částečně opravena, hospodářská stavení byla zbourána a postavena na nových místech. Náklady na opravu byly 500 zlatých, které poskytl hrabě Wilczek. V roce 1850 došlo k další opravě: vchod byl přemístěn, vcházelo se tedy přes zahradu, byly koupeny nové dveře, postaveny ploty. Hrabě Wilczek zajistil dřevo a 100 zlatých, dalších 60 zlatých dala farnost. K poslední opravě došlo v roce 1873, opravoval se interiér a upravovala se zahrada a oplocení.
Farnosti bylo podřízeno zhruba 13000 farníků z okolních obcí a kolonií, tedy: Polské Ostravy, Zámostí, Radvanic, Heřmanic, Hrušova, Muglinova, Malých Kunčic, Švrklu, Podborčí, Zárubku, Hranečníku. Zvéřínovce, Salmovce, Michálkovic, Kamence, Jaklovce, Mexika a Hladnova. Z těchto obcí bylo jen několik rodin židovských a protestantských, všichni ostatní byli katolíci.